# Oscilador de van der Pol

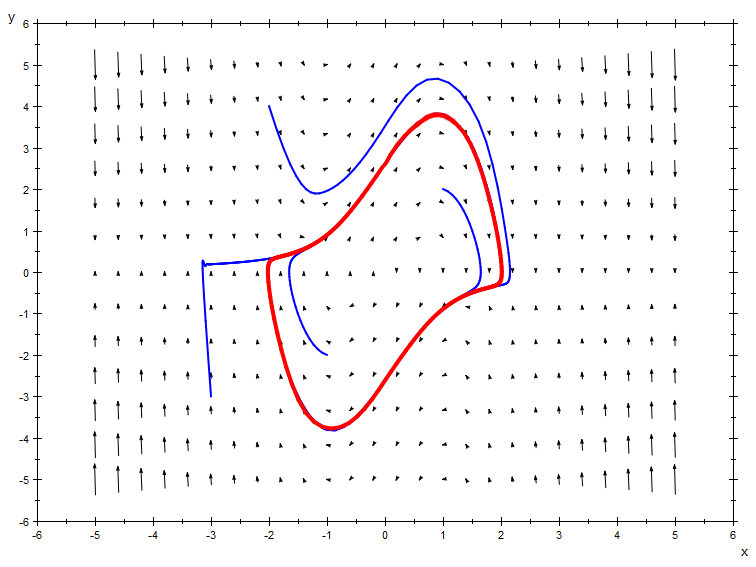
Plano de fases de un oscilador de van der Pol no forzado.

Evolución del ciclo límite en el plano de fase.

En sistemas dinámicos, el oscilador de van der Pol es un oscilador con amortiguamiento no lineal. Su evolución temporal obedece a una ecuación diferencial de segundo orden:
{\displaystyle {d^{2}x \over dt^{2}}-\mu (1-x^{2}){dx \over dt}+x=0}
en la que x es la posición, función del tiempo t, y μ es un parámetro escalar que gobierna la no linealidad y el amortiguamiento.

## Historia
El oscilador de van der Pol fue descrito por el ingeniero y físico Balthasar van der Pol mientras trabajaba en Philips. Van der Pol encontró oscilaciones estables, que llamó oscilaciones de relajación, conocidas en la actualidad como ciclos límite, en circuitos que usaban válvulas de vacío. Cuando esos circuitos se hacen funcionar cerca del ciclo límite entran en acoplamiento y la señal entra en fase con la corriente. Van der Pol y su colega, van der Mark, informaron en el número de septiembre de 1927 de Nature que para determinadas frecuencias aparecía un ruido irregular, siempre cerca de las frecuencias de acoplamiento. Fue uno de los primeros descubrimientos experimentales de la Teoría del caos.
La ecuación de van der Pol tiene una larga historia en física y biología. Por ejemplo, en biología, Fitzhugh y Nagumo aplicaron la ecuación a un campo bidimensional en el modelo de FitzHugh-Nagumo para describir el potencial de acción de las neuronas. También se ha usado en sismología para modelar el comportamiento de dos placas en una falla.

## Forma bidimensional
El teorema de Liénard prueba que el sistema tiene un ciclo límite. Aplicando la transformación de Liénard {\displaystyle y=x-x^{3}/3-{\dot {x}}/\mu }, donde el '.' indica derivada, la ecuación se puede escribir en forma bidimensional:
{\displaystyle {\dot {x}}=\mu \left(x-{\frac {1}{3}}x^{3}-y\right)}
{\displaystyle {\dot {y}}={\frac {1}{\mu }}x.}

## Resultados del oscilador no forzado

Oscilador de van der Pol sin excitación externa. El parámetro de amortiguamiento no lineal es μ = 5.

Hay dos regímenes de funcionamiento interesantes para el oscilador no forzado:
- Cuando μ = 0, no hay amortiguamiento, y la ecuación queda:

{\displaystyle {d^{2}x \over dt^{2}}+x=0.}
Es la fórmula del oscilador armónico simple sin pérdida de energía.
- Cuando μ > 0, el sistema alcanzará un ciclo límite, en el que se conservará la energía. Cerca del origen x = dx/dt = 0 el sistema es inestable, y lejos del origen hay amortiguamiento.

## El oscilador de van der Pol forzado

Comportamiento caótico en el oscilador de van der Pol con excitación sinusoidal. μ = 8.53, mientras que la excitación externa tiene amplitud A = 1.2 y frecuencia angular ω = 2π / 10.

Utilizando una fuente de excitación sinusoidal Asin(ωt) la ecuación diferencial queda:
{\displaystyle {d^{2}x \over dt^{2}}-\mu (1-x^{2}){dx \over dt}+x-A\sin(\omega t)=0,}
en la que A es la amplitud de la ecuación de onda y ω su velocidad angular.